# Lake Alfred
Lake Alfred és una població dels Estats Units a l'estat de Florida. Segons el cens del 2000 tenia 3.890 habitants.

## Demografia
Segons el cens del 2000, Lake Alfred tenia 3.890 habitants, 1.511 habitatges, i 1.103 famílies. La densitat de població era de 306,5 habitants/km².
Dels 1.511 habitatges en un 32% hi vivien nens de menys de 18 anys, en un 55% hi vivien parelles casades, en un 14,7% dones solteres, i en un 27% no eren unitats familiars. En el 22,1% dels habitatges hi vivien persones soles el 10,2% de les quals corresponia a persones de 65 anys o més que vivien soles. El nombre mitjà de persones vivint en cada habitatge era de 2,54 i el nombre mitjà de persones que vivien en cada família era de 2,98.
Per edats la població es repartia de la següent manera: un 26,5% tenia menys de 18 anys, un 7,1% entre 18 i 24, un 27,2% entre 25 i 44, un 22,1% de 45 a 60 i un 17% 65 anys o més.
L'edat mediana era de 38 anys. Per cada 100 dones de 18 o més anys hi havia 83,9 homes.
La renda mediana per habitatge era de 36.809 $ i la renda mediana per família de 42.904 $. Els homes tenien una renda mediana de 31.875 $ mentre que les dones 20.445 $. La renda per capita de la població era de 18.008 $. Entorn del 10,7% de les famílies i el 14% de la població estaven per davall del llindar de pobresa.

## Poblacions més properes
El següent diagrama mostra les poblacions més properes.